# David Calder (remero)
David Calder (Brandon, 21 de mayo de 1978) es un deportista canadiense que compitió en remo.
Participó en cuatro Juegos Olímpicos de Verano, obteniendo una medalla de bronce en Pekín 2008, en la prueba de dos sin timonel, el séptimo lugar en Sídney 2000 (ocho con timonel) y el sexto en Londres 2012 (dos sin timonel).
Ganó una medalla de oro en el Campeonato Mundial de Remo de 2003, en el ocho con timonel.

## Palmarés internacional
| Juegos Olímpicos   | Juegos Olímpicos | Juegos Olímpicos  | Juegos Olímpicos |
| Año                | Lugar            | Medalla           | Prueba           |
| ------------------ | ---------------- | ----------------- | ---------------- |
| 2008               | Pekín (China)    | Medalla de bronce | Dos sin timonel  |
| Campeonato Mundial |                  |                   |                  |
| Año                | Lugar            | Medalla           | Prueba           |
| 2003               | Milán (Italia)   | Medalla de oro    | Ocho con timonel |